# 长距堇菜
长距堇菜（学名：[Viola dolichoceras] 错误：{{Lang}}：文本有斜体标记（帮助））为堇菜科堇菜属的植物，为中国的特有植物。分布于中国大陆的辽宁等地，多生长在杂木林下岩石上，目前尚未由人工引种栽培。